# George Gé

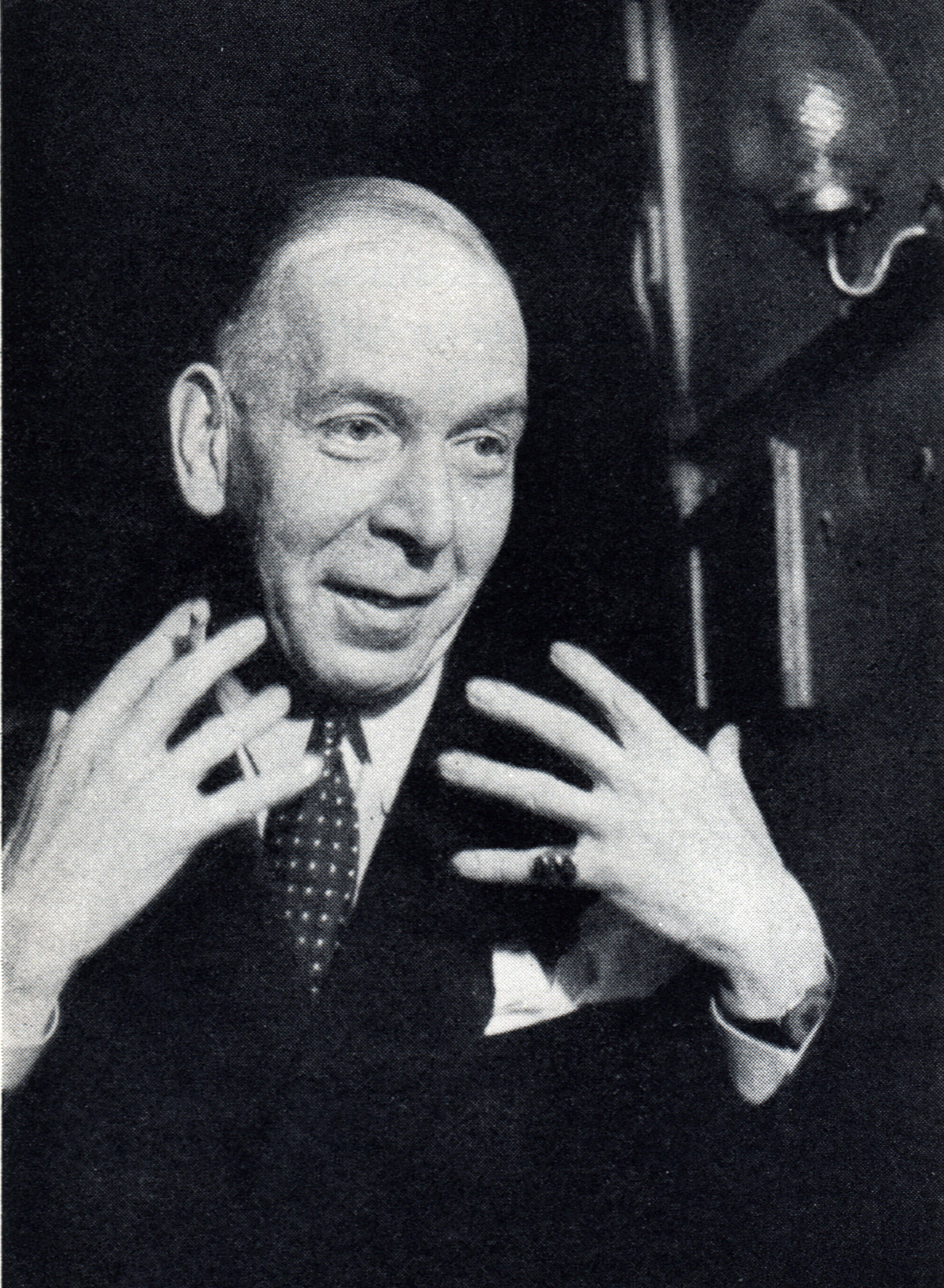
George Gé. Foto 1940

George Herman Karl Gé, ursprungligen Grönfeldt, född 26 juni 1893 i Sankt Petersburg, död 18 november 1962 i Helsingfors, var en finlandssvensk balettdansör, koreograf och balettmästare.

## Biografi
Gé föddes av finländska föräldrar, affärsmannen Ernst Grönfeldt och Amelie Söderberg, i Sankt Petersburg, där han också växte upp och började studera musik vid stadens musikkonservatorium och klassisk balett enligt den ryska stilen för Nikolai Legat vid den Kejserliga baletten. Vid sidan av arbete som bankanställd arbetade han som dansare vid ett par teatrar och pianist vid olika balettskolor i staden. Han fortsatte som pianist vid den unga  Finska operans nystartade balettelevskola i Helsingfors, Helsingfors Dansinstitut, i det nyligen självständiga Finland. 

### Dansare och balettmästare
År 1921 fick Gé av Operans dansintresserade beskyddare, pianisten och musikhandlaren Edward Fazer, frågan om han kunde tänka sig att bygga upp en riktig balettverksamhet vid Operan. Därmed blev han dess förste balettmästare. Han dansade själv huvudrollen som Prinsen i första produktionen Svansjön, vilken följdes av verk som Törnrosa, Nötknäpparen och Giselle samt egna originalverk med många ryska dansare i ensemblen i kölvattnet efter Ryska revolutionen. Institutionen kom sedermera att bli Finlands nationalbalett och dess grundare var Gé. 

### Som koreograf utanför Finland
I spåren av 1930-talets ekonomiska depression beslöt sig Gé 1935 för att lämna Finland och verkade som koreograf och balettmästare vid olika ensembler i Europa, bland annat Ballet Russe de Monte Carlo i Monaco, Folies Bergère i Paris, i London och i samarbete med Michel Fokine. Han arbetade också ofta vid Kungliga Baletten i Stockholm och var dess balettmästare 1939-48 med ett flertal iscensättningar, men även på andra svenska teatrar, som Oscarsteatern i Stockholm och Stora Teatern, Göteborg under 1930- och 1940-talen samt på Svenska Teatern i Helsingfors. Han blev 1948 balettmästare vid Théâtre du Châtelet i Paris och från 1955 till sin död 1962 verkade han åter i Helsingfors, som förste chef/balettmästare för den nygrundade av Finska nationalbaletten.

## Kända verk
Gé blev känd för en abstrakt-lyrisk stil i harmonisk gruppverkan, men också mer lättsamma former, och skapade egna originalbaletter som Okko fuoko (1930), den första finska helaftonsbaletten Den blå pärlan (1931; musik av Erkki Melartin), Saga [Satu] (1931; musik Jean Sibelius), mysteriebaletten Den eviga lågan, Concerto, Le bal, Så'nt händer (1940), Hollywood Rhythms (1944), Lualaba (1944) och Johannesnatten (1948; med Rune Lindström och musik av Gunnar de Frumerie). Han iscensatte ett stort antal av de klassiska baletterna och även nyare verk, vann erkänsla också för återskapandet av Fokines L'Épreuve d'amour (Kärleksprovet). Han gjorde också 1941-53 koreografi till ett antal populära svenska långfilmer av bland andra Nils Poppe och Stig Olin. Ibland benämndes han som George Grönfeldt.

## Utmärkelser
1957 tilldelades han den finländska Pro Finlandia-medaljen samt Finska dansalliansens gyllene kors för sitt livsarbete.

## Filmografi (koreografi)
- 1953 – Resan till dej
- 1945 – I Roslagens famn
- 1944 – Lilla helgonet
- 1944 – Räkna de lyckliga stunderna blott
- 1943 – Lille Napoleon
- 1943 – Aktören
- 1941 – Gatans serenad

## Teater (koreografi)
| År   | Produktion                                        | Upphovsmän                                              | Regi             | Teater            |
| ---- | ------------------------------------------------- | ------------------------------------------------------- | ---------------- | ----------------- |
| 1942 | Blåjackor Boys in Blue                            | Lajos Lajtai, André Barde och Lauri Wylie               | Leif Amble-Naess | Oscarsteatern     |
| 1942 | Törnrosa Спящая красавица, Spjasjtjaja krasavitsa | Peter Tjajkovskij, Marius Petipa och Ivan Vsevolozjskij | George Gé        | Kungliga Operan   |
| 1943 | Roberta                                           | Jerome Kern och Otto Harbach                            | Leif Amble-Naess | Oscarsteatern     |
| 1944 | Wallyrevyn                                        |                                                         | Leif Amble-Naess | Cirkus, Stockholm |
| 1944 | Serenad                                           | Staffan Tjerneld och Lajos Lajtai                       | Leif Amble-Naess | Oscarsteatern     |
| 1946 | Ett lysande elände, revy                          | Karl Gerhard                                            | Hasse Ekman      | Oscarsteatern     |
| 1947 | Trivsel-Sverige                                   | Karl Gerhard                                            | Gösta Terserus   | Oscarsteatern     |
| 1953 | Sista valsen Der letzte Walzer                    | Oscar Straus, Julius Brammer och Alfred Grünwald        | Einar Beyron     | Oscarsteatern     |